# Алтайская митрополия
Алтайская митрополия — митрополия Русской православной церкви, образованная в пределах Алтайского края. Объединяет Барнаульскую, Бийскую, Рубцовскую и Славгородскую епархии.
Основана 5 мая 2015 года постановлением Священного Синода. Главой Алтайской митрополии является митрополит Барнаульский и Алтайский Сергий (Иванников).

## Епархии

### Барнаульская епархия
Территория — городские округа Барнаул и Новоалтайск, а также Залесовский, Заринский, Косихинский, Кытмановский, Первомайский, Тальменский и Тогульский районы.
Правящий архиерей — митрополит Барнаульский и Алтайский Сергий (Иванников).

### Бийская епархия
Территория — Бийский, Зональный, Красногорский, Солтонский, Алтайский, Быстроистокский, Петропавловский, Троицкий, Ельцовский, Целинный, Смоленский, Советский, Солонешенский районы.
Правящий архиерей — епископ Бийский и Белокурихинский Серафим (Савостьянов).

### Рубцовская епархия
Территория — Рубцовский, Волчихинский, Змеиногорский, Егорьевский, Третьяковский, Угловский, Алейский, Калманский, Локтевский, Топчихинский, Усть-Пристанский, Усть-Калманский, Чарышский, Краснощёковский, Курьинский, Новичихинский, Поспелихинский, Шипуновский районы.
Правящий архиерей — епископ Рубцовский и Алейский Роман (Корнев).

### Славгородская епархия
Территория — городской округ Славгород, Каменский, Баевский, Крутихинский, Панкрушихинский, Тюменцевский, Благовещенский, Завьяловский, Ключевский, Мамонтовский, Михайловский, Родинский, Романовский, Бурлинский, Суетский, Немецкий (национальный), Кулундинский, Табунский, Хабарский, Павловский, Ребрихинский, Шелаболихинский районы.
Правящий архиерей — епископ Славгородский и Каменский Иоасаф (Вишняков).